# Gemelli (biologia)

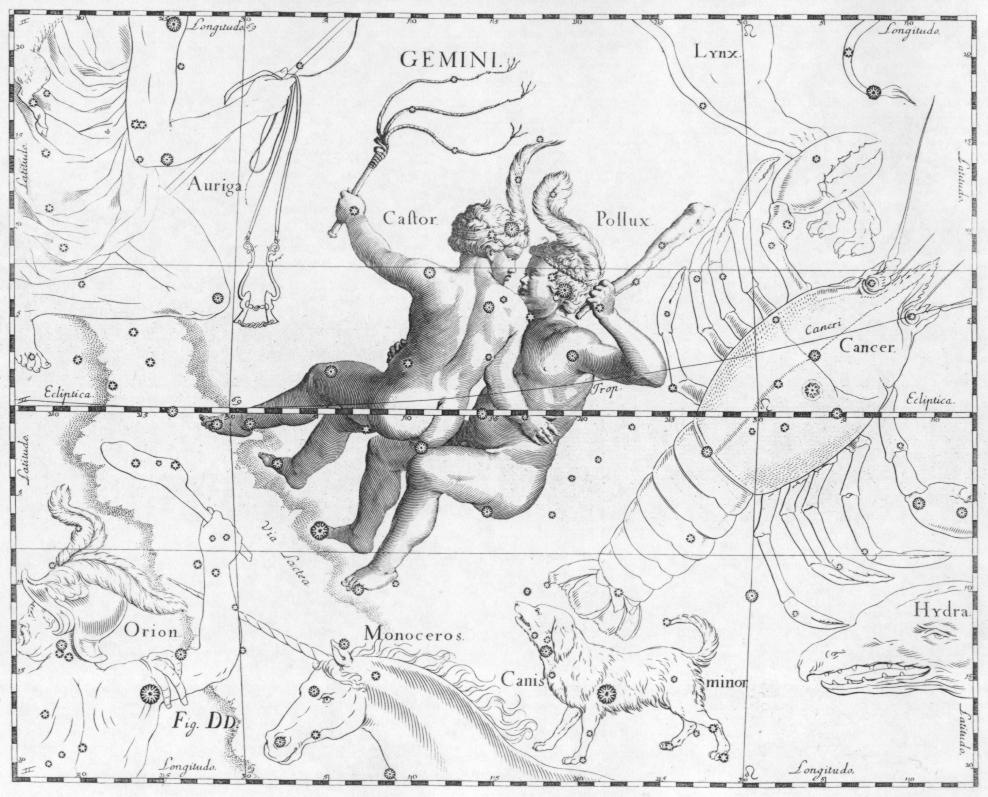
La costellazione dei Gemelli, Castore e Polluce

I gemelli, in biologia (rimanendo nel caso della specie umana), sono gli individui nati durante lo stesso parto, anche se non nello stesso istante. L'incidenza delle gravidanze gemellari per la donna è dell'1-2% circa sul totale perché solitamente la donna ha gravidanze singole. Il caso di gravidanze multiple oltre i due gemelli è ancora più raro, e si verifica solitamente in particolari condizioni.

## Gemelli monovulari e gemelli biovulari
I gemelli si differenziano per la loro origine, cioè per le modalità della fecondazione prima e della suddivisione cellulare dello zigote poi, e possono essere di due tipi, denominati monozigoti e dizigoti.

### Gemelli monozigoti (o monovulari)
I gemelli monozigoti (detti anche gemelli monovulari, o omozigoti, o semplicemente gemelli identici) derivano da una singola cellula uovo fecondata da un solo spermatozoo. Durante le prime fasi della moltiplicazione cellulare avviene la separazione dell'unica massa di cellule presente in quel momento in due masserelle separate, dette morule. I gemelli monovulari possono condividere la stessa placenta (gemelli monovulari monocoriali) o possono sviluppare due placente distinte (gemelli monovulari bicoriali).
I due gemelli risultano di sesso uguale e fortemente somiglianti nell'aspetto (avendo in particolare gli stessi occhi e capelli), dato che gli individui che originano da questo evento casuale possiedono un identico patrimonio genetico. È tuttavia possibile che i sessi siano diversi nel caso in cui si ha mosaicismo: per esempio quando durante la divisione dell'ovulo il cromosoma Y viene a mancare in uno dei due gemelli originariamente maschi, dando così un individuo X0, ovvero una femmina affetta dalla sindrome di Turner con lo stesso DNA del gemello, oppure quando si creino condizioni in cui uno dei gemelli presenta in mosaico una trisomia e l'altro una monosomia risultante in due diversi fenotipi patologici dipendenti dalla proporzione delle cellule con tale disturbo.
Questi casi vengono studiati molto attentamente, rappresentando l'unico caso di identità genetica umana naturale, cioè di uguaglianza, fra individui distinti, di genotipo e DNA. Questa situazione permette di capire quanto l'ambiente influisca sullo sviluppo del comportamento di un individuo rispetto al patrimonio genetico. Le differenze che si possono riscontrare, oltre a quelle citate prima, sono le seguenti:
1. mutazioni somatiche: durante la vita essi accumulano delle mutazioni che dipendono sia dall'ambiente che circonda ciascun gemello sia da mutazioni casuali (sporadiche);
2. dermatoglifi: differiscono per le creste delle impronte digitali;
3. inattivazione cromosoma X (femmine): i gemelli di sesso femminile possono disattivare in modo diverso l'uno o l'altro cromosoma X.

### Gemelli dizigoti (o biovulari)
I gemelli dizigoti (detti anche gemelli biovulari, o eterozigoti, o cosiddetti "gemelli diversi") sono più comuni, assommando circa ai 2/3 di tutti i parti gemellari. Derivano dalla fecondazione di due diverse cellule-uovo da parte di due diversi spermatozoi, quindi originano da due zigoti diversi.
I gemelli dizigoti sono quindi fratelli che condividono l'utero materno durante lo stesso periodo di gravidanza. Possono essere diversi anche notevolmente tra loro, analogamente a quanto accade tra i comuni fratelli nati in parti diversi, che possono essere molto diversi tra loro per tutti i caratteri genetici e fenotipici, incluso il genere sessuale.
I gemelli dizigoti possono avere perfino padri differenti: nel caso in cui la madre abbia avuto due rapporti sessuali molto ravvicinati nel tempo con due uomini, può accadere che due distinti ovuli vengano fecondati in tempi diversi ma vicini da due spermatozoi provenienti ognuno da un differente padre, con il secondo che viene fecondato mentre il primo non è ancora stato depositato nell'utero della donna.
La fecondazione avviene per la presenza contemporanea di due ovuli nella stessa tuba, che pertanto vengono fecondati da due spermatozoi diversi. La credenza per cui il gemello che esce per primo dall'utero materno è anagraficamente più vecchio ma presenta in realtà un'età biologica minore è sbagliata, in quanto non appena un ovulo viene fecondato e si deposita nell'utero, quest'ultimo si chiude al mondo esterno, per impedire qualsiasi contaminazione del feto. Da quel momento in poi, inoltre, si interrompe nella donna il ciclo mestruale e pertanto non saranno più disponibili ovuli da fecondare fino al termine della gravidanza.

### Gemelli siamesi
I gemelli siamesi sono gemelli monozigoti che alla nascita presentano organi o tegumenti in comune.
L'evento è causato dalla divisione tardiva dell'embrione, dopo il tredicesimo giorno dalla fecondazione. Le cause del ritardo nella scissione, al momento, non sono scientificamente accertate, ma si ipotizza che esso sia influenzato da alcuni fattori ambientali e dall'attivazione di determinati programmi genici; tuttavia esso non sembra essere un carattere ereditario.
La nascita di gemelli siamesi è comunque un'eventualità molto rara, dall'incidenza statistica di circa 1:120 000. In passato questa situazione portava quasi sempre a morti premature, a causa delle malformazioni degli organi interni, anche se è noto il caso di Lazzaro e Giovanbattista Colloredo, gemelli siamesi del XVII secolo che vissero diversi decenni. In tempi più recenti, invece, sono molte le coppie di gemelli siamesi caratterizzate da una ben maggiore longevità.
Le casistiche cambiano a seconda delle parti corporee dove i gemelli risultano uniti e degli organi che essi condividono, solitamente vengono distinti quelli che non coinvolgono il cuore e l'ombelico. Vengono classificati a parte quei siamesi "anomali" per i quali uno dei due embrioni è malformato o addirittura interno all'altro.
Anche attualmente non sempre è possibile separare i due individui, come dimostra il caso di Ladan e Laleh Bijani, morte durante l'intervento per separarle.

### Gemelli semi-identici (bizigoti)
Un tipo di gemelli recentemente scoperto sono i gemelli bizigoti o sesquizigoti. Questi gemelli nascono da una cellula uovo fecondata da due spermatozoi. Il primo caso conosciuto è quello di due gemelli francesi nati nel 2002, un maschio e un ermafrodita (nato con entrambi i sessi), cresciuto come una donna. Il caso è stato riconosciuto ufficialmente nel 2005.
Il secondo caso è stato riconosciuto in Australia nel 2019 con due bambini bizigoti, un maschio e una femmina. Come spiegato al New England Journal of Medicine, i medici hanno prelevato dei campioni dalle due sacche amniotiche, per indagare sul genoma dei gemelli durante la gravidanza. I risultati hanno rivelato una situazione insolita: i gemelli erano semi-identici, poiché due spermatozoi avevano fecondato un singolo ovocito. Uno spermatozoo conteneva un cromosoma X nel suo materiale genetico, l'altro un cromosoma Y.
Dopo la fecondazione, i cromosomi dei due spermatozoi e del singolo ovocito si sono raggruppati in tre «pacchetti genetici»: uno conteneva cromosomi di entrambi gli spermatozoi, ovvero due gruppi di materiale genetico del padre, ma nessuno dalla madre. Gli altri due pacchetti contenevano ciascuno lo stesso set di cromosomi della madre, così come il materiale genetico di uno dei due spermatozoi, dando origine a cellule XX (femmina) o XY (maschio).
Mentre l'ovulo fecondato si divideva e il gruppo di cellule cresceva, il «pacchetto» che conteneva solo cromosomi dei due spermatozoi si è distrutto. Invece, quelli con i cromosomi sia dell'ovulo sia della cellula spermatica hanno continuato a dividersi.
Alcune delle cellule di entrambi gli embrioni contenevano due cromosomi X, mentre altre cellule contenevano un cromosoma X e un cromosoma Y. Dal momento che un gemello era maschio e l'altro femmina, il rapporto tra ciascuno di questi tipi di cellule differiva: un embrione conteneva un numero maggiore di cellule XY, mentre l'altro aveva un'alta percentuale di cellule XX.

## Parti plurigemellari

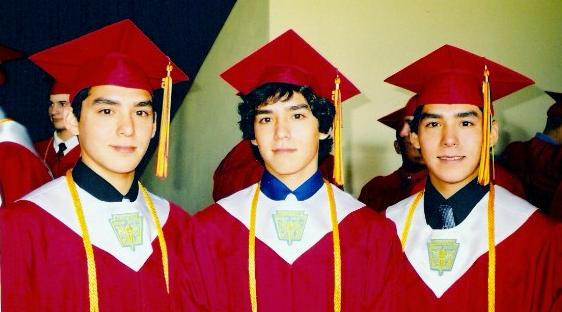
Tre gemelli identici

Da un parto possono nascere anche più di due gemelli, nel caso che più di due feti portino a termine una singola gravidanza. In questo caso si parla di parti plurigemellari. I gemelli tra di loro possono essere gemelli identici o fraterni. I trigemini e i quadrigemini identici sono assai rari: si verificano quando, dopo la prima divisione in due di un embrione, avviene un'ulteriore divisione di uno (in caso di trigemini) o entrambi gli embrioni (in caso di quadrigemini).
Il primo caso mondiale della nascita di sette gemelli è quello degli statunitensi gemelli McCaughey, di Carlisle, nell'Iowa, nati al Medical Center di Des Moines, il 19 novembre 1997. Il primo caso mondiale di sestupli viventi è invece dei sudafricani Rosenkowitz, nati a Città del Capo l'11 gennaio 1974. Lo stesso giorno, sei anni dopo, 11 gennaio 1980, è avvenuto il primo parto esagemellare italiano (e secondo al mondo), all'ospedale Careggi di Firenze: i sei gemelli Giannini, di Soci, in provincia di Arezzo. I Giannini sono stati concepiti dopo una serie di trattamenti ormonali: Rosanna Giannini era entrata in menopausa all'età di 29 anni.
L'unico caso di parto di otto gemelli sopravvissuti all'infanzia è quello dei gemelli Suleman. Sono nati il 26 gennaio 2009 in Bellflower, California da Nadya Suleman in seguito al trasferimento di dodici embrioni. I loro nomi sono Noah, Maliyah, Isaiah, Nariyah, Jonah, Josiah, Jeremiah, e Makai (sei maschi e due femmine). La stessa donna aveva avuto in precedenza un parto esagemellare.
Ci sono tre casi conosciuti di parti di nove gemelli:
- 13 giugno 1971 in Sydney, Australia da Geraldine Brodrick. Nessuno dei cinque maschi e quattro femmine sopravvisse. I due sopravvissuti morirono sei giorni dopo la nascita.[5][6][7]
- 26 marzo 1999 in Malaysia da Zurina Mat Saad, nacquero cinque maschi e quattro femmine (Adam, Nuh, Idris, Soleh, Hud, Aishah, Khadijah, Fatimah e Umi Kalsom) ma nessuno sopravvisse più di 6 ore.[8]
- 4 maggio 2021 in Marocco da Halima Cisse, donna maliana di 25 anni, nacquero quattro maschi e cinque femmine[9][10][11].

Riguardo ai parti gemellari è da menzionare Valentina Vasil'eva, la prima moglie di Fëdor Vasil'ev. È nota per essere stata la donna ad avere partorito il maggior numero di figli, ben 69. Diede alla luce 16 paia di gemelli, ebbe 7 parti trigemellari e 4 quadrigemellari fra il 1725 e il 1765, per un totale di 27 parti. Sessantasette dei suoi sessantanove figli raggiunsero l'età adulta.
Resta controverso come l'uso dell'acido folico per la prevenzione dei DTN (Difetti del Tubo neuronale) possa essere causa di gravidanze gemellari. In una ricerca sponsorizzata da un ente governativo statunitense (U.S. Preventive Services Task Force), indagine pubblicata nel 2009, si conferma l'utilità dell'acido folico nel prevenire il rischio dei DTN, mentre la valutazione del rischio di gravidanza gemellare è confusa dagli interventi (terapeutici) nei confronti dell'infertilità.

## Predisposizioni etniche
Circa una nascita umana su 90 (1,1%) è frutto di una gravidanza gemellare. Il tasso di gemelli dizigoti varia notevolmente tra i gruppi etnici, e va dal 45 per mille (4,5%) tra gli Yoruba al 10% per Linha São Pedro, un piccolo insediamento brasiliano che appartiene alla città di Cândido Godói. Lo storico argentino Jorge Camarasa ha avanzato una teoria secondo la quale gli esperimenti del medico nazista Josef Mengele potrebbero avere contribuito all'elevato tasso di gemelli nella zona. La sua teoria è stata respinta dagli scienziati brasiliani che avevano studiato i gemelli residenti a Linha São Pedro; essi hanno infatti suggerito fattori genetici all'interno di quella comunità come una spiegazione più probabile.
Un alto tasso di parti gemellari è stato osservato anche in altri luoghi del mondo, tra cui Igbo-Ora in Nigeria, Kodinji, situato in Kerala, India, e Mohammadpur Umri, situato nell'Uttar Pradesh, in India. In uno studio sui record di maternità, su 5 750 donne Hausa che vivono nella savana in Nigeria, ci sono stati 42 parti gemellari ogni mille nascite, di cui 2 trigemini. Il 26% dei gemelli era monozigote. L'incidenza di nascite multiple, che era di circa cinque volte superiore a quella osservata in qualsiasi popolazione occidentale, era significativamente più bassa di quella di altri gruppi etnici che vivono nel clima caldo e umido della parte meridionale del paese. L'incidenza di nascite multiple era legata all'età materna, ma non vi era alcuna associazione al clima o la prevalenza della malaria.

## Gemelli evanescenti
I ricercatori sospettano che una gravidanza su otto inizi come multipla, ma che solo un singolo feto venga portato a termine, mentre l'altro muore nelle prime fasi della gravidanza. Questa condizione viene chiamata sindrome dei "gemelli evanescenti", poiché un feto non si sviluppa e svanisce. Altre volte durante lo sviluppo embrio-fetale un feto riceve un minor afflusso di sangue portandolo a uno sviluppo incompleto: sono i cosiddetti "papiracei", poiché assumono un aspetto mummificato (nascono morti).

## Studi sui gemelli (branca della genetica comportamentale)
Negli studi sui gemelli, il metodo principale è la comparazione tra monozigoti (MZ) che dizigoti (DZ). I gemelli MZ, detti anche gemelli identici, poiché si sviluppano dallo stesso zigote (cellula uovo fecondata), possiedono lo stesso corredo genetico. I gemelli DZ, detti anche gemelli fraterni, si sviluppano da due distinti zigoti e possiedono in media il 50 per cento dello stesso corredo genetico, la stessa media di due fratelli di età diverse.

Gli studi di genetica comportamentale condotta sui gemelli prende in esame una qualche caratteristica fenotipica (cioè manifesta) di un gemello MZ  (come ad esempio una patologia di sospetta origine genetica) e la si confronta con la frequenza con cui appare anche nell’altro gemello (utilizzando quindi campioni formati da numerose coppie di gemelli MZ). Successivamente si confronta la percentuale di concordanza in gemelli dizigoti.
Se un disturbo è spiegato interamente dal fattore genetico, entrambi i gemelli MZ manifesteranno tendenzialmente il disturbo. La probabilità misurata statisticamente è chiamata tasso di concordanza per il disturbo. Pertanto, se un disturbo è interamente determinato dai geni, il tasso di concordanza tra i gemelli MZ dovrebbe tendere al 100 per cento. Il tasso di concordanza per il disturbo tra gemelli dizigoti (DZ) tenderà invece attorno al 50 per cento. Nel caso una malattia fosse trasmessa solo parzialmente dai geni, il tasso di concordanza per i gemelli MZ dovrebbe risultare considerevolmente più alto del tasso di concordanza per i gemelli DZ, poiché i gemelli MZ sono geneticamente identici mentre i gemelli DZ condividono solo circa la metà dei loro geni.
Ad esempio, supponiamo che il tasso di concordanza per il disturbo X per i gemelli MZ sia del 48%, mentre il tasso di concordanza per i gemelli DZ sia del 17%. Questi tassi di concordanza ci dicono due cose. In primo luogo, poiché il tasso di concordanza per i gemelli MZ è considerevolmente superiore rispetto a quello per i gemelli DZ, abbiamo prove che il disturbo X è trasmesso geneticamente. In secondo luogo, poiché il tasso di concordanza per i gemelli MZ è ben al di sotto del 100%, abbiamo prove che a determinare lo sviluppo del disturbo X è una combinazione tra fattori genetici a altri fattori (ad esempio, biologici o ambientali).
È tuttavia importante tenere in considerazione che i fattori ambientali potrebbero non essere gli stessi tra i gemelli MZ e gemelli DZ. Mentre l’ambiente è un fattore generalmente condiviso tra gemelli MZ, potrebbe non esserlo tra gemelli DZ: l’aspetto fisico di un gemello DZ potrebbe agevolarlo nelle relazioni sociali a differenza del gemello con diverso aspetto fisico. La genetica comportamentale si avvale pertanto di altri metodi, oltre allo studio sui gemelli, e che sono gli studi sulla storia familiare e gli studi sugli adottati.
Tristemente famosa rimane la figura di Josef Mengele che nel campo di concentramento di Auschwitz, effettuò esperimenti sui gemelli, reclutati tra i bambini prigionieri. Questi venivano usati come cavie umane e poi uccisi alla fine degli esperimenti.

### Alcuni esempi di studi sui gemelli

#### Ricerca sull'ereditarietà del sonno
Un altro esempio di studio di genetica comportamentale, reso possibile dal confronto tra gemelli monozigoti e gemelli dizigoti è quello delle caratteristiche del sonno. Nel 2008, uno studio italiano, unico al mondo, condotto da Luigi De Gennaro dell'Università degli studi di Roma La Sapienza, ha comparato l'attività cerebrale durante il sonno tra gemelli MZ e DZ, evidenziando che l'attività cerebrale durante il sonno non-REM dipende al 96 per cento da fattori genetici (e quindi al 4 per cento da altri fattori, probabilmente di tipo ambientale e/o biologico). Grazie a questo studio, si è potuto dedurre che l’attività elettrica cerebrale durante il sonno non-REM è tra le caratteristiche più ereditabili in assoluto, al pari, ad esempio, dell’altezza o del colore degli occhi.

#### Ricerca sugli effetti della permanenza nello spazio
Mark Kelly, astronauta, è rimasto per uno studio dal 2015 per un anno a terra perché il fratello gemello Scott Joseph Kelly, è stato designato per la missione della stessa durata nella Stazione Spaziale Internazionale, assieme al cosmonauta russo Mikhail Kornienko. La partenza è avvenuta il 27 marzo 2015. Sono stati così studiati gli effetti della permanenza nello spazio sul corpo umano, soprattutto delle radiazioni a livello genetico, confrontando i parametri biologici di Scott a fine missione con quelli del fratello rimasto sulla Terra.